# استالبرگ

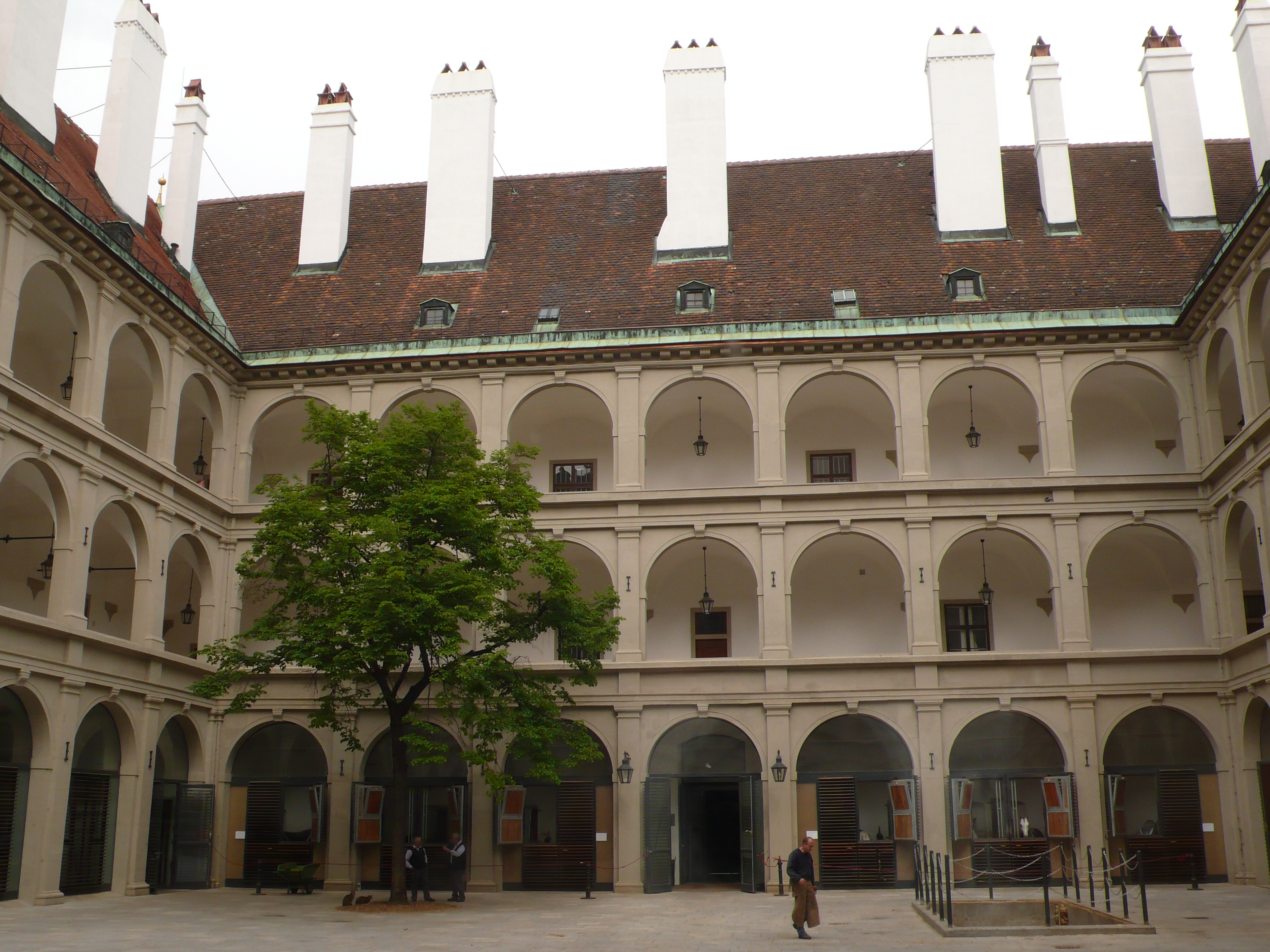

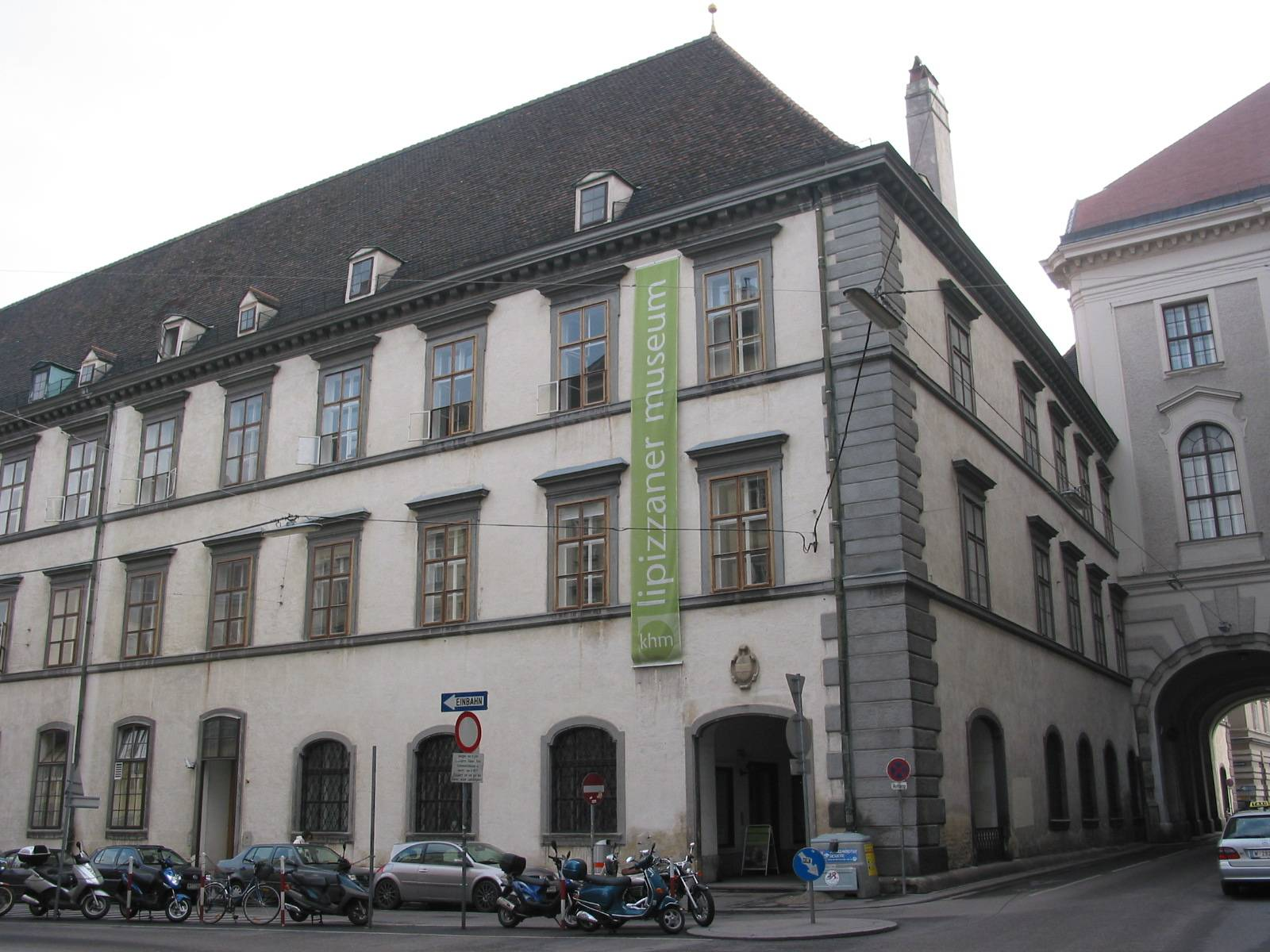

استالبرگ (به آلمانی: Stallburg) به معنی اصطبل شاهی. بنائی در کاخ هوفبرگ، اقامتگاه شاهان قدرتمند دودمان هابسبورگ امپراتوری اتریش-مجار بود که در اصل برای اقامت ولیعهد ماکسیمیلیان ساخته شده بود، چرا که فردیناند اول نمی‌خواست با پسرش که به آئین پروتستان گرویده بود زیر یک سقف زندگی کند.
این ساختمان بعدها پذیرای مجموعه آرکی دوک ویلهلم، برادر هنردوست امپراتور فردیناند سوم شد. همین مجموعه هسته اصلی موزه تاریخ هنر (به انگلیسی: Kunsthistorisches Museum) از سال ۱۸۸۹ به بعد شد. بعدها بود که به‌عنوان اصطبل شاهی پذیرای اسب‌های سلطنتی شد و حتی امروز هم مدرسه سوارکاریِ (به انگلیسی: Spanish Riding School) از آن استفاده می‌کند.